# Secretaría de Desarrollo Económico (Estado de México)
La Secretaría de Desarrollo Económico, por sus siglas SEDECO, es una de las dependencias de la administración pública del Estado de México auxiliares del Gobernadores del Estado de México de dicho estado que tiene a su cargo regular, promover y fomentar el desarrollo industrial y comercial del Estado. Fue creada en 1981 en tiempos del gobernador Alfredo del Mazo González.

## Historia
La Secretaría de Desarrollo Económico fue creada formalmente con la expedición de la "Ley Orgánica de la Administración Pública del Estado de México" promulgada el 17 de septiembre de 1981 y aún vigente, la cual, enumera en su artículo 19, la totalidad de las secretarías que conforman el gabinete del gobernador del Estado de México.
En 2005, una de las importantes reformas a la estructura de dicha secretaría consistió en la creación, por parte del entonces gobernador Enrique Peña Nieto del "Instituto Mexiquense del Emprendedor", que de esa manera desconcentraba las funciones de impulso a la pequeña y mediana empresa dentro de dicho estado.

## Funciones y marco jurídico
Conforme a la Ley Orgánica de la Administración Pública del Estado de México, la "Secretaría de Desarrollo Económico es la dependencia encargada de regular, promover y fomentar el desarrollo económico del Estado", de ahí que sea la encargada de asesorar al gobernador en materia de programas y políticas públicas que fomenten las actividades industriales, mineras y comerciales; la inversión; desarrollo de la industria agraria; desarrollo económico y promoción de dichas actividades. Está regida y tiene a su cargo la aplicación de las siguientes leyes:
- Reglamento de Fomento Económico del Estado de México
- Reglamento de Mejora Regulatoria y de Atención a la Actividad Empresarial.
- Reglamento Interior de la Secretaría de Desarrollo Económico
- Manual General de Operación de la Secretaría de Desarrollo Económico
- Ley de Mejora Regulatoria del Estado de México y sus municipios.
- Ley de Fomento Económico del Estado de México.

## Estructura y Organización
Conforme al Reglamento de dicha entidad, la SEDECO se encuentra encabezada por un Secretario y dividida en una subsecretaría, tres direcciones, una coordinación y la contraloría interna:
1. Subsecretaría de Fomento Industrial.
2. Dirección General de Comercio.
3. Dirección General de Industria.
4. Dirección General de Atención Empresarial.
5. Coordinación Administrativa.
6. Contraloría Interna.

Aunque orgánicamente se encuentra desconcentrada de esta Secretaría, el "Instituto Mexiquense del Emprendedor" depende directamente de ella.